# Скендерија (област)
Скендерија је назив за скадарску област, утврђену крајем 15. вијека од стране Османлија. Центар области је био у Скадру, а она је поред осталог обухватала: Зету (са Жабљаком Црнојевића) трг Подгорицу, Бар, Улцињ и Седморо брда. Касније су поједини црногорски митрополити у својим титулама имали и додатак „скендеријски“ (Руфим II Бољевић, Владика Данило и Петар I Петровић). Скендер је турцизирано име Александар (Скендербег) и Скадар носи име по Александру Великом. "Если нељеја будет побиваш в Скутари (Скадар Скендер)..." Монах Стефан 1563. године је штампао Триод у Скадру в странах Македонских в отчество в граде Скендерiи.